# Vojskova (samhälle)
Vojskova är ett samhälle i Bosnien och Hercegovina.   Det ligger i entiteten Republika Srpska, i den nordvästra delen av landet, 180 km nordväst om huvudstaden Sarajevo. Vojskova ligger 182 meter över havet och antalet invånare är 113.
Terrängen runt Vojskova är kuperad söderut, men norrut är den platt. Närmaste större samhälle är Prijedor, 19,5 km sydväst om Vojskova. 
I omgivningarna runt Vojskova växer i huvudsak lövfällande lövskog. Runt Vojskova är det ganska tätbefolkat, med 67 invånare per kvadratkilometer.